# Amastris flavifolia
Amastris flavifolia är en insektsart som beskrevs av William D. Funkhouser. Amastris flavifolia ingår i släktet Amastris och familjen hornstritar. Inga underarter finns listade i Catalogue of Life.